# حیوان‌صفت (فیلم)
حیوان‌صفت فیلمی آمریکایی با ژانر رمانتیک و فانتزی است که بر اساس رمانی به همین نام ساخته شده‌است. کارگردان فیلم دانیل بارنز می‌باشد. این فیلم در مونترال فیلمبرداری شده‌است.